# Chaitophorus pruinosae
Chaitophorus pruinosae är en insektsart. Chaitophorus pruinosae ingår i släktet Chaitophorus och familjen långrörsbladlöss. Inga underarter finns listade i Catalogue of Life.